# 91 до н. е.

## Події
- Антиримське повстання у Аскулумі — італіки вирізають всіх римлян у місті, що можна вважати початком Союзницької війни.

## Народились
- Лю Бін'і — 10-й імператор династії Хань (храмове ім'я Сюань-ді).

## Померли
- Квінт Цецилій Метелл Нумідійський — політичний та військовий діяч Римської республіки, консул 109 до н. е.
- Луцій Ліциній Красс — давньоримський оратор, політик, консул 95 до н. е., цензор 92 до н. е.
- Марк Лівій Друз Молодший — політичний діяч Римської республіки, народний трибун.